# Zygmunt Lalak
Zygmunt Adam Lalak (ur. 1961 w Łowiczu) – polski fizyk, profesor nauk fizycznych, profesor Uniwersytetu Warszawskiego i jego prorektor w kadencji 2020–2024.

## Życiorys
W 1985 ukończył studia z zakresu podstawowych problemów techniki na Politechnice Warszawskiej. Doktoryzował się w 1990 na Uniwersytecie Warszawskim na podstawie dysertacji pt. Supersymetry and Global Symetry Breaking in String Inspiread Models, której promotorem był profesor Stefan Pokorski. Stopień naukowy doktora habilitowanego uzyskał w 1999 na UW w oparciu o pracę: Łamanie supersymetrii i kosmologia lekkich pól skalarnych w modelach supergrawitacyjnych pochodzących z teorii strun. Tytuł profesora nauk fizycznych otrzymał 23 lipca 2008.
Zawodowo związany z Uniwersytetem Warszawskim, na którym w 2013 doszedł do stanowiska profesora zwyczajnego (po zmianach prawnych profesora). W latach 2016–2020 był prodziekanem Wydziału Fizyki do spraw badań naukowych i rozwoju. W 2020 został prorektorem UW do spraw badań w kadencji 2020–2024.
Specjalizuje się w fizyce teoretycznej wysokich energii. Jego zainteresowania obejmują fizykę oddziaływań fundamentalnych i kosmologię cząstek elementarnych. Autor ponad 120 prac naukowych opublikowanych w międzynarodowych czasopismach. Odbył długoterminowe staże na Uniwersytecie Oksfordzkim, Uniwersytecie Pensylwanii, Uniwersytecie Technicznym w Monachium, Uniwersytecie w Bonn i w CERN.

## Odznaczenia
- Kawaler Orderu Narodowego Zasługi – Francja, 2025[6]